# All Eyez on Me
All Eyez on Me je čtvrté album amerického rapera 2Paca, které vyšlo v roce 1996 pod labelem Death Row. 9x platiové album se umístilo na 1. místě The Billboard 200. Na desce hostovali např. Snoop Dogg, Dr. Dre, Nate Dogg, Kurupt, Daz Dillinger, Method Man, Redman, Outlawz, E-40 a další.

## Seznam skladeb

### Book 1
| #  | Název Písně                 | Interpret(i)                                                      | Producent(i)           |
| -- | --------------------------- | ----------------------------------------------------------------- | ---------------------- |
| 1  | "Ambitionz Az a Ridah"      | 2Pac                                                              | Daz Dillinger          |
| 2  | "All About U"               | 2Pac; Dru Down; Hussein Fatal; Nate Dogg; Snoop Dogg; Yaki Kadafi | 2Pac; Johnny "J"       |
| 3  | "Skandalouz"                | 2Pac; Nate Dogg                                                   | Daz Dillinger          |
| 4  | "Got My Mind Made Up"       | 2Pac; Dat Nigga Daz; Kurupt; Method Man; Redman                   | Daz Dillinger          |
| 5  | "How Do You Want It"        | 2Pac; K-Ci and JoJo                                               | Johnny "J"             |
| 6  | "2 of Amerikaz Most Wanted" | 2Pac; Snoop Dogg                                                  | Daz Dillinger          |
| 7  | "No More Pain"              | 2Pac                                                              | DeVante Swing          |
| 8  | "Heartz of Men"             | 2Pac                                                              | DJ Quik                |
| 9  | "Life Goes On"              | 2Pac                                                              | Johnny "J"             |
| 10 | "Only God Can Judge Me"     | 2Pac; Rappin' 4-Tay                                               | Doug Rasheed           |
| 11 | "Tradin War Stories"        | 2Pac; C-Bo; CBD; Dramacydal; Outlawz; Storm                       | Mike Mosley; Rick Rock |
| 12 | "California Love [Remix]"   | 2Pac; Dr. Dre; Roger Troutman                                     | Dr. Dre                |
| 13 | "I Ain't Mad at Cha"        | 2Pac; Danny Boy                                                   | Daz Dillinger          |
| 14 | "What'z Ya Phone #"         | 2Pac; Danny Boy                                                   | 2Pac; Johnny "J"       |

### Book 2
| #  | Název Písně                   | Interpret(i)                                     | Producent(i)           |
| -- | ----------------------------- | ------------------------------------------------ | ---------------------- |
| 1  | "Can't C Me"                  | 2Pac; George Clinton                             | Dr. Dre                |
| 2  | "Shorty Wanna Be a Thug"      | 2Pac                                             | Johnny "J"             |
| 3  | "Holla at Me"                 | 2Pac; Jewell                                     | Bobby "Bobcat" Ervin   |
| 4  | "Wonda Why They Call U Bitch" | 2Pac                                             | Johnny "J"             |
| 5  | "When We Ride"                | 2Pac; The Outlawz                                | DJ Pooh                |
| 6  | "Thug Passion"                | 2Pac; Dramacydal; Jewell; Outlawz; Storm         | Johnny "J"             |
| 7  | "Picture Me Rollin'"          | 2Pac; Big Syke; C.P.O.; Danny Boy                | Johnny "J"             |
| 8  | "Check Out Time"              | 2Pac; Big Syke; Kurupt                           | Johnny "J"             |
| 9  | "Ratha Be Ya Nigga"           | 2Pac; Richie Rich                                | Doug Rasheed           |
| 10 | "All Eyez on Me"              | 2Pac; Big Syke                                   | Johnny "J"             |
| 11 | "Run tha Streetz"             | 2Pac; Michel'le; Mutah; Storm                    | Johnny "J"             |
| 12 | "Ain't Hard 2 Find"           | 2Pac; B-Legit; C-Bo; E-40; Richie Rich; & D-Shot | Mike Mosley; Rick Rock |
| 13 | "Heaven Ain't Hard 2 Find"    | 2Pac; Danny Boy                                  | QDIII                  |

## Singly
- California Love
- How Do You Want It
- I Ain't Mad At Cha
- 2 Of Amerikaz Most Wanted
- Life Goes On
- All About You